# Жумагалиев, Сембек Кадырович
Сембек Кадырович Жумагалиев (каз. Сембек Қадырұлы Жұмағалиев; 5 декабря 1953; Балыкшинский район, Гурьевская область, КазССР, СССР) — советский и казахский эстрадный певец, музыкальный педагог, доцент, заслуженный деятель Казахстана (2013).

## Биография
Родился 5 декабря 1953 года в селе Курсай Балыкшинского района (ныне Курмангазинский район) Гурьевской области.
В 1975 году поступил в Республиканскую студию циркового искусства эстрады, в 1976 году был принят на работу в ансамбль «Гульдер».
В 1976 году ансамбль «Гульдер» направлен на обучение в художественную мастерскую эстрадного искусства Ленинграда и окончил его в 1978 году.
С 1976 по 1995 год — артист Республиканского молодежного эстрадного ансамбля «Гульдер».
С 2004 по 2012 год — преподаватель, старший преподаватель Республиканского колледжа эстрадного циркового искусства имени Жусупбека Елебекова.
С 2012 года по настоящее время — преподаватель, доцент кафедры «Искусство эстрады» по классу «Эстрадный вокал» Казахского национального университета искусств (г. Астана).

## Творчество

### Избранные песни
- каз. «Дудар-ай»
- каз. «Әлия»
- каз. «Цвети, моя земля»
- каз. «Махаббат елі»
- каз. «Сағыныш сазы»
- каз. «Ғашықтар жыры» (с Макпал Жунусова)
- каз. «Телефонмен тіл қатшы маған»
- каз. «Ғашық әнім»
- каз. «Арыс жағасында»
- каз. «Ұйқыдағы ару»

## Награды и звания
- 1979 — Лауреат Всесоюзного конкурса артистов эстрады (г. Ленинград);
- 2000 — Почетная Грамота Республики Казахстан;
- 2001 — Медаль «10 лет независимости Республики Казахстан»;
- 2007 — Медаль «Ерен Еңбегі үшін» (За трудовое отличие)[1]
- 2011 — Медаль «20 лет независимости Республики Казахстан»;
- Указом президента РК от 7 декабря 2013 года награждён почётным званием «Заслуженный деятель Казахстана» — за заслуги в развитии казахского песенного искусства. (награда вручена из рук президента РК в Акорде 13 декабря)[2][3]
- 2021 — Медаль «30 лет независимости Республики Казахстан»;
- 2023 — Нагрудный знак «За заслуги в развитии науки Республики Казахстан» От Министерства науки и высшего образования РК — За плодотворную педагогическую деятельность в Казахском национальном университете искусств.
- 2024 — Медаль «Ветеран труда Казахстана» (20 мая);
- Указом президента РК от 16 октября 2024 года награждён орденом «Курмет»;